# Ług (województwo mazowieckie)
Ług – dawna osada, uroczysko, polana w województwie mazowieckim, w powiecie mińskim, w gminie Latowicz, oddalona 2 km na południe od wsi Latowicz.
Przedchrześcijańskie „święte miejsce” Słowian. Według przekazów legendarnych istniał tu kościół, który zapadł się pod ziemię, a w tym miejscu wytrysnęła woda i powstał staw. W 2000 r. prof. Zbigniew Anusz ufundował na Ługu kapliczkę.